# Samuel Umtiti
Samuel Yves Um Titi (Yaundé, 14 de noviembre de 1993) es un futbolista franco-camerunés que juega como defensa y se encuentra sin equipo.

## Trayectoria

### Primeros años e inicios
Nació en Camerún, siendo el más pequeño de una familia de cuatro niños. Con dos años, su familia se estableció en la ciudad francesa de Lyon. Empezó a practicar el fútbol a los cinco años. En 2002 los cazatalentos del Olympique de Lyon lo detectaron cuando tenía ocho años. Con el Olympique de Lyon empezó jugando de delantero, después de centrocampista y finalmente como defensa. Llevaba a menudo el brazalete de capitán en las categorías inferiores del club.
Paralelamente a su formación de futbolista, estudiaba marketing en el instituto Frédéric Faÿs de Villeurbanne donde también estudiaban otros jóvenes talentos del Olympique de Lyon.

### Olympique de Lyon

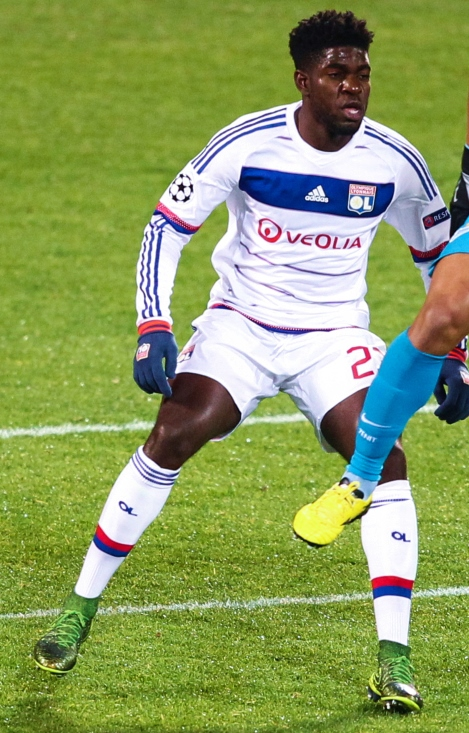
Umtiti con el Olympique de Lyon en 2015.

En 2011 realizó por primera vez la pretemporada con el primer equipo. El entrenador Claude Puel le dio la titularidad en un partido de la Copa Emirates ante el Celtic de Glasgow. 
El 8 de enero de 2012, con 19 años, hizo su debut profesional en una victoria por 3 a 1 ante el AS Duchère en la Copa de Francia, partido en el cual jugó los 90 minutos.
El entrenador Rémi Garde, seducido por su salida de balón, su serenidad y su calidad en el juego,[cita requerida] le dio la titularidad en el eje de la defensa en su primer partido de Liga ante el Montpellier H. S. C. el 14 de enero de 2012. Rémi Garde explicó lo siguiente: "El Lyon buscaba un defensa central y yo le dije a la directiva que no valía la pena gastar dinero en fichajes teniendo a jóvenes con un gran porvenir como Samuel Umtiti".
Firmó su primer contrato profesional el 28 de marzo de 2012 que recompensaba su trabajo. Durante su primera temporada como profesional, participó en 18 partidos.
La temporada siguiente, 2012-13, jugó sus primeros partidos en competición europea participando en la Liga Europa de la UEFA. Jugó un total de 32 partidos.
En la temporada 2013-14, su papel en el equipo fue cada vez más importante y jugó sus primeros partidos en la Liga de Campeones. El Lyon no pasó de la fase de grupos en la Liga de Campeones y alcanzó los cuartos de final en la Liga Europa de la UEFA, siendo eliminado por la Juventus de Turín.
El 16 de mayo de 2015 jugó su partido número 100 en primera división ante los F. C. Girondins de Burdeos. El 26 de septiembre del mismo año llevó el brazalete de capitán por primera vez en un partido de Ligue 1.
El 20 de julio de 2015, a pesar de ser solicitado por varios grandes de Europa (Manchester United, Arsenal F. C., F. C. Barcelona) decidió renovar su contrato hasta el año 2019 con el Olympique de Lyon, club en el que militó hasta el año 2016.

### F. C. Barcelona

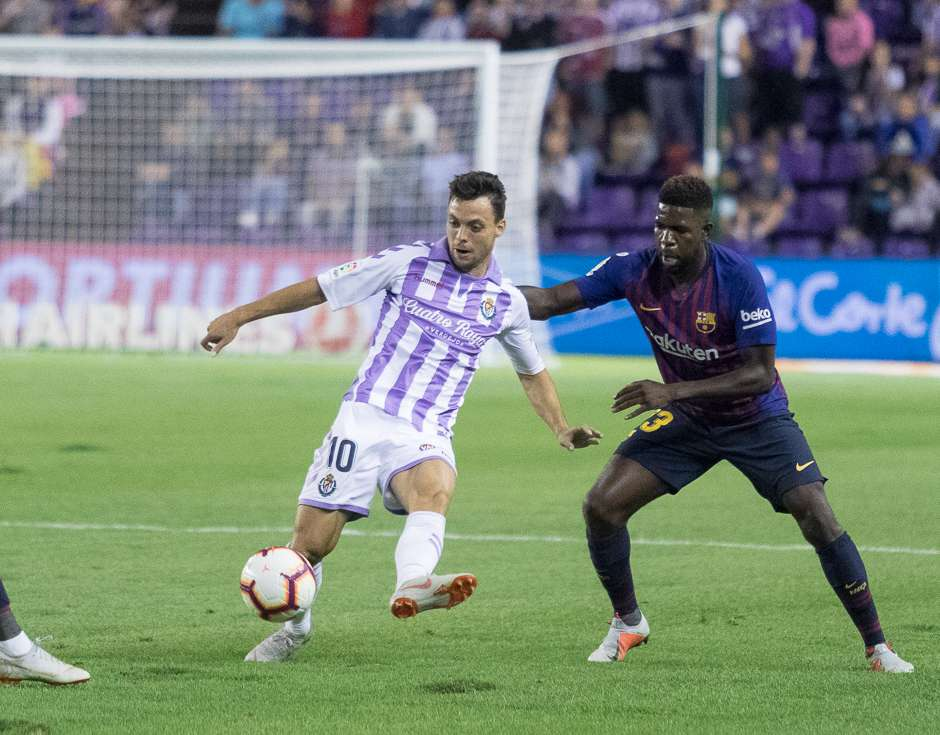
Umtiti con el F. C. Barcelona en 2018.

El 30 de junio de 2016 el Olympique de Lyon llegó a un acuerdo con el F. C. Barcelona para su traspaso por un valor de 25 millones de euros, el cual se hizo oficial el 12 de julio. Firmó contrato por 5 temporadas con una cláusula de rescisión de 60 millones de euros. Samuel Umtiti hizo su debut como jugador del conjunto culé en el Trofeo Joan Gamper contra la U. C. Sampdoria el 10 de agosto de 2016. Marcó su primer gol con el Barça el 4 de marzo de 2017 ante el R. C. Celta de Vigo en la 26.ª jornada de Liga.
En seis temporadas en el club disputó 133 partidos en los que logró dos goles, uno en cada una de las dos primeras, además de conquistar siete títulos.

#### Cesión a la U. S. Lecce
En agosto de 2022 se marchó cedido a la U. S. Lecce hasta el 30 de junio de 2023. En Italia jugó 25 encuentros y rescindió su contrato con el club el mismo día que finalizaba la cesión.

### Regreso a Francia
El 21 de julio de 2023 se hizo oficial su vuelta al fútbol francés después de firmar hasta junio de 2025 con el Lille O. S. C. En el primer año disputó trece partidos y en el segundo no tuvo minutos tras una lesión que hizo que fuera baja durante toda la temporada.

## Selección nacional
Umtiti fue internacional juvenil con la selección de Francia sub-17, sub-18, sub-19 y sub-20. Con la selección sub-17 jugó en 2010 el Campeonato de Europa Sub-17 de la UEFA. Con la sub-20, gana la Copa del Mundo 2013 ante Uruguay en la final.

### Eurocopa 2016
Aunque aún no había debutado en la selección absoluta, en mayo de 2016 fue convocado con la selección de fútbol de Francia por el seleccionador Didier Deschamps para la Eurocopa 2016 a tener lugar en su país en reemplazo del lesionado Jérémy Mathieu, siéndole asignado el dorsal 22.  Realizó su debut internacional el 3 de julio frente a Islandia en el Stade de France por los cuartos de final de la Eurocopa, siendo titular en reemplazo del suspendido Adil Rami. Umtiti disputó todo el encuentro que terminó con victoria por 5-2 para Francia. Con esto, se convirtió en el segundo jugador de campo francés (después de Gabriel De Michèle en la Copa del Mundo de 1966) en debutar por la selección mayor en un partido de una fase final de una competición internacional, y además, tuvo un 100% de precisión en los 77 pases que entregó durante el partido. Su buena actuación hizo que se mantuviera como titular para la semifinal frente a Alemania, a quien derrotaron por 0-2. El 10 de julio fue titular en la final de la competición frente a Portugal teniendo una destacable actuación en defensa junto a Laurent Koscielny, pero perdieron por 0-1 tras el gol en la prórroga de Éder a los 109 minutos de partido.

### Copa Mundial de 2018

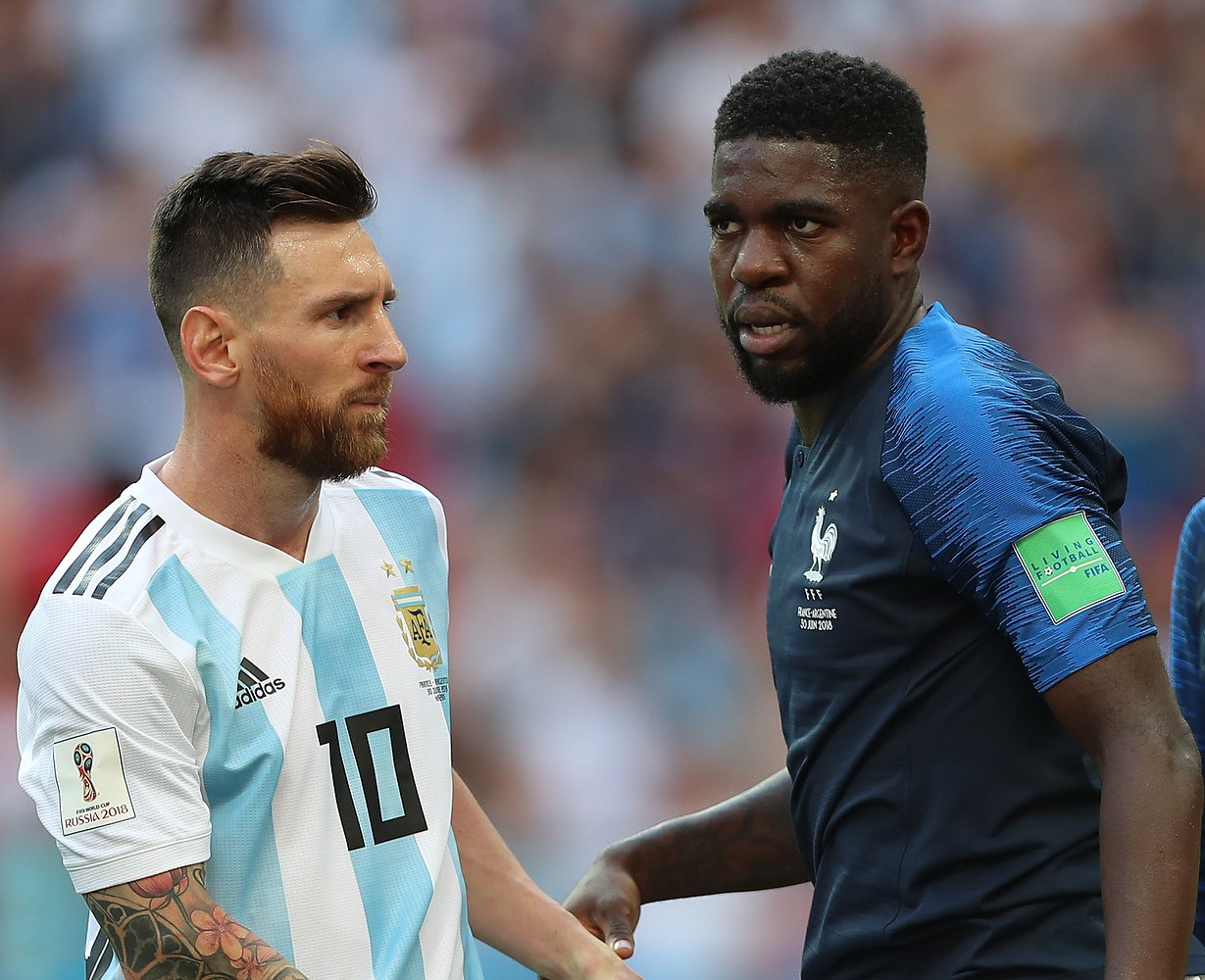
Umtiti junto a Lionel Messi, su compañero de equipo en el Barcelona, en la Copa Mundial de la FIFA 2018

El 17 de mayo de 2018, fue convocado para representar a Francia en la Copa Mundial de la FIFA 2018 en Rusia. En la semifinal contra Bélgica, el 10 de julio, anotó el único gol del partido tras cabecear un tiro de esquina ejecutado por Antoine Griezmann. El 15 de julio, se proclamó campeón de la Copa del Mundo con Francia. Jugó como central izquierdo, completando los 540 minutos de los 6 partidos en los que ingresó como titular, siendo suplente en el encuentro de primera fase contra Dinamarca en el que Francia jugó con un equipo alternativo por estar clasificada.

#### Participaciones en fases finales
| Competición                         | Categoría                           | Sede                                | Resultado                           | Partidos | Goles |
| ----------------------------------- | ----------------------------------- | ----------------------------------- | ----------------------------------- | -------- | ----- |
| Eurocopa 2016                       | Absoluta                            | Francia                             | Subcampeón                          | 3        | 0     |
| Copa Mundial de Fútbol de 2018      | Absoluta                            | Rusia                               | Campeón                             | 6        | 1     |
| Total parcial en selección nacional | Total parcial en selección nacional | Total parcial en selección nacional | Total parcial en selección nacional | 9        | 1     |

## Estadísticas

### Clubes
| Club | Div.          | Temporada     | Liga  | Liga  | Copas nacionales(1) | Copas nacionales(1) | Copas internacionales(2) | Copas internacionales(2) | Total | Total |
| Club | Div.          | Temporada     | Part. | Goles | Part.               | Goles               | Part.                    | Goles                    | Part. | Goles |
| --- | ------------- | ------------- | ----- | ----- | ------------------- | ------------------- | ------------------------ | ------------------------ | ----- | ----- |
| Olympique de Lyon Francia | 1.ª           | 2011-12       | 12    | 0     | 6                   | 0                   | 0                        | 0                        | 18    | 0     |
| Olympique de Lyon Francia | 1.ª           | 2012-13       | 26    | 1     | 0                   | 0                   | 6                        | 1                        | 32    | 2     |
| Olympique de Lyon Francia | 1.ª           | 2013-14       | 28    | 0     | 4                   | 0                   | 10                       | 0                        | 42    | 0     |
| Olympique de Lyon Francia | 1.ª           | 2014-15       | 35    | 1     | 3                   | 0                   | 2                        | 1                        | 40    | 2     |
| Olympique de Lyon Francia | 1.ª           | 2015-16       | 30    | 1     | 4                   | 0                   | 4                        | 0                        | 38    | 1     |
| Olympique de Lyon Francia | Total club    | Total club    | 131   | 3     | 17                  | 0                   | 22                       | 2                        | 170   | 5     |
| F. C. Barcelona · España | 1.ª           | 2016-17       | 25    | 1     | 10                  | 0                   | 8                        | 0                        | 43    | 1     |
| F. C. Barcelona · España | 1.ª           | 2017-18       | 25    | 1     | 6                   | 0                   | 9                        | 0                        | 40    | 1     |
| F. C. Barcelona · España | 1.ª           | 2018-19       | 14    | 0     | 0                   | 0                   | 1                        | 0                        | 15    | 0     |
| F. C. Barcelona · España | 1.ª           | 2019-20       | 13    | 0     | 2                   | 0                   | 3                        | 0                        | 18    | 0     |
| F. C. Barcelona · España | 1.ª           | 2020-21       | 13    | 0     | 2                   | 0                   | 1                        | 0                        | 16    | 0     |
| F. C. Barcelona · España | 1.ª           | 2021-22       | 1     | 0     | 0                   | 0                   | 0                        | 0                        | 1     | 0     |
| F. C. Barcelona · España | Total club    | Total club    | 91    | 2     | 20                  | 0                   | 22                       | 0                        | 133   | 2     |
| U. S. Lecce · Italia | 1.ª           | 2022-23       | 25    | 0     | ―                   | ―                   | ―                        | ―                        | 25    | 0     |
| U. S. Lecce · Italia | Total club    | Total club    | 25    | 0     | 0                   | 0                   | 0                        | 0                        | 25    | 0     |
| Lille O. S. C. Francia | 1.ª           | 2023-24       | 6     | 0     | 1                   | 0                   | 6                        | 0                        | 13    | 0     |
| Lille O. S. C. Francia | 1.ª           | 2024-25       | 0     | 0     | 0                   | 0                   | 0                        | 0                        | 0     | 0     |
| Lille O. S. C. Francia | Total club    | Total club    | 6     | 0     | 1                   | 0                   | 6                        | 0                        | 13    | 0     |
| Total carrera | Total carrera | Total carrera | 253   | 5     | 38                  | 0                   | 50                       | 2                        | 341   | 7     |
| (1)Incluye datos de la Copa de la Liga de Francia, Copa de Francia, Supercopa de Francia, Copa del Rey y Supercopa de España. (2)Incluye datos de la Liga de Campeones de UEFA, la Liga Europa de la UEFA y la Liga Europa Conferencia de la UEFA. |               |               |       |       |                     |                     |                          |                          |       |       |

## Palmarés

### Títulos nacionales
| Título                     | Club              | País    | Año     |
| -------------------------- | ----------------- | ------- | ------- |
| Copa de Francia            | Olympique de Lyon | Francia | 2011-12 |
| Supercopa de Francia       | Olympique de Lyon | Francia | 2012    |
| Supercopa de España        | F. C. Barcelona   | España  | 2016    |
| Copa del Rey               | F. C. Barcelona   | España  | 2016-17 |
| Copa del Rey               | F. C. Barcelona   | España  | 2017-18 |
| Primera División de España | F. C. Barcelona   | España  | 2017-18 |
| Supercopa de España        | F. C. Barcelona   | España  | 2018    |
| Primera División de España | F. C. Barcelona   | España  | 2018-19 |
| Copa del Rey               | F. C. Barcelona   | España  | 2020-21 |

### Títulos internacionales
| Título                 | Club (*)             | Sede  | Año  |
| ---------------------- | -------------------- | ----- | ---- |
| Copa Mundial de Fútbol | Selección de Francia | Rusia | 2018 |

(*) Incluyendo la selección.

### Títulos regionales
| Título                | Club            | Región   | Año  |
| --------------------- | --------------- | -------- | ---- |
| Supercopa de Cataluña | F. C. Barcelona | Cataluña | 2017 |

### Distinciones individuales
| Distinción                                   | Año        |
| -------------------------------------------- | ---------- |
| Equipo Ideal del Campeonato de Europa Sub-19 | 2012       |
| Equipo revelación de la Liga de Campeones    | 2016       |
| Nominado al FIFA/FIFPro World XI             | 2017, 2018 |
| MVP contra Bélgica en la Copa Mundial        | 2018       |

### Condecoraciones
| Distinción                      | Año  |
| ------------------------------- | ---- |
| Caballero de la Legión de Honor | 2019 |